# Alexander Felszeghy
Alexander Felszeghy (28. října 1933 Košice – 20. prosince 1994 Košice) byl slovenský fotbalista, obránce, reprezentant Československa. Po skončení aktivní kariéry působil jako trenér.

## Fotbalová kariéra
V československé reprezentaci odehrál roku 1955 jedno utkání (přátelský zápas s Bulharskem), třikrát nastoupil v reprezentačním B-mužstvu. V československé lize odehrál 141 utkání a vstřelil 3 branky. Hrál za Tankistu Praha (1954–1955), VSS Košice (1956, 1959–1960, 1963–1966) a Tatran Prešov (1957–1959). Dorostenecký mistr Československa 1951 a 1952.

## Ligová bilance
| Ročník                                   | Zápasy | Góly | Klub               |
| ---------------------------------------- | ------ | ---- | ------------------ |
| Přebor československé republiky 1954     | -      | 0    | Tankista Praha     |
| Přebor československé republiky 1955     | -      | 0    | Tankista Praha     |
| 1. československá fotbalová liga 1956    | 19     | 0    | Spartak Košice VSS |
| 1. československá fotbalová liga 1957/58 | 30     | 1    | Tatran Prešov      |
| 1. československá fotbalová liga 1958/59 | 13     | 0    | Tatran Prešov      |
| 1. československá fotbalová liga 1959/60 | 13     | 0    | Tatran Prešov      |
| 1. československá fotbalová liga 1959/60 | 12     | 0    | Jednota Košice     |
| 1. československá fotbalová liga 1963/64 | 12     | 2    | VSS Košice         |
| 1. československá fotbalová liga 1964/65 | 15     | 0    | VSS Košice         |
| 1. československá fotbalová liga 1965/66 | 2      | 0    | VSS Košice         |
| CELKEM                                   | 141    | 3    |                    |

## Trenérská kariéra
- 1. československá fotbalová liga 1976/77 VSS Košice